# 李晓龙 (1969年)
李晓龙（1969年2月—），男，汉族，中共党员，在职研究生学历。现任住房和城乡建设部总工程师，曾任住房和城乡建设部办公厅主任。

## 生平
历任建设部城乡规划司助理调研员、管理处处长，住房和城乡建设部城乡规划司规划管理处处长、副巡视员，城乡规划司副司长。
2016年8月，任宁夏回族自治区规划管理委员会办公室党支部书记、副主任，主持日常工作。2018年2月，升任宁夏回族自治区规划管理委员会办公室主任。2018年10月30日，任宁夏回族自治区自然资源厅党组副书记、厅长，至2019年9月27日卸任。